# Einjährige Carrichtera
Die Einjährige Carrichtera (Carrichtera annua) ist die einzige Art der Pflanzengattung Carrichtera innerhalb der Familie der Kreuzblütengewächse (Brassicaceae). Sie ist hauptsächlich im Mittelmeerraum verbreitet.

## Beschreibung

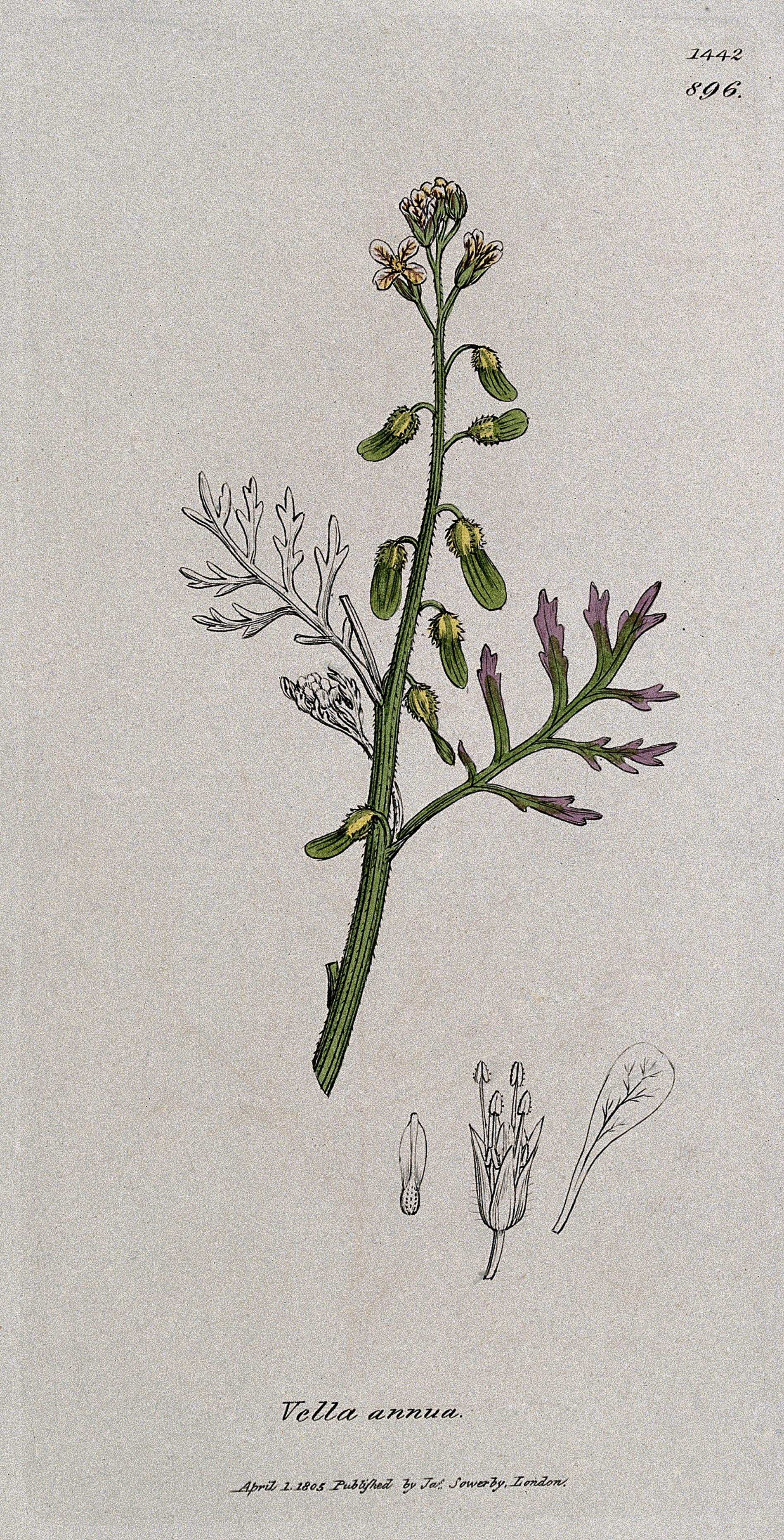
Illustration

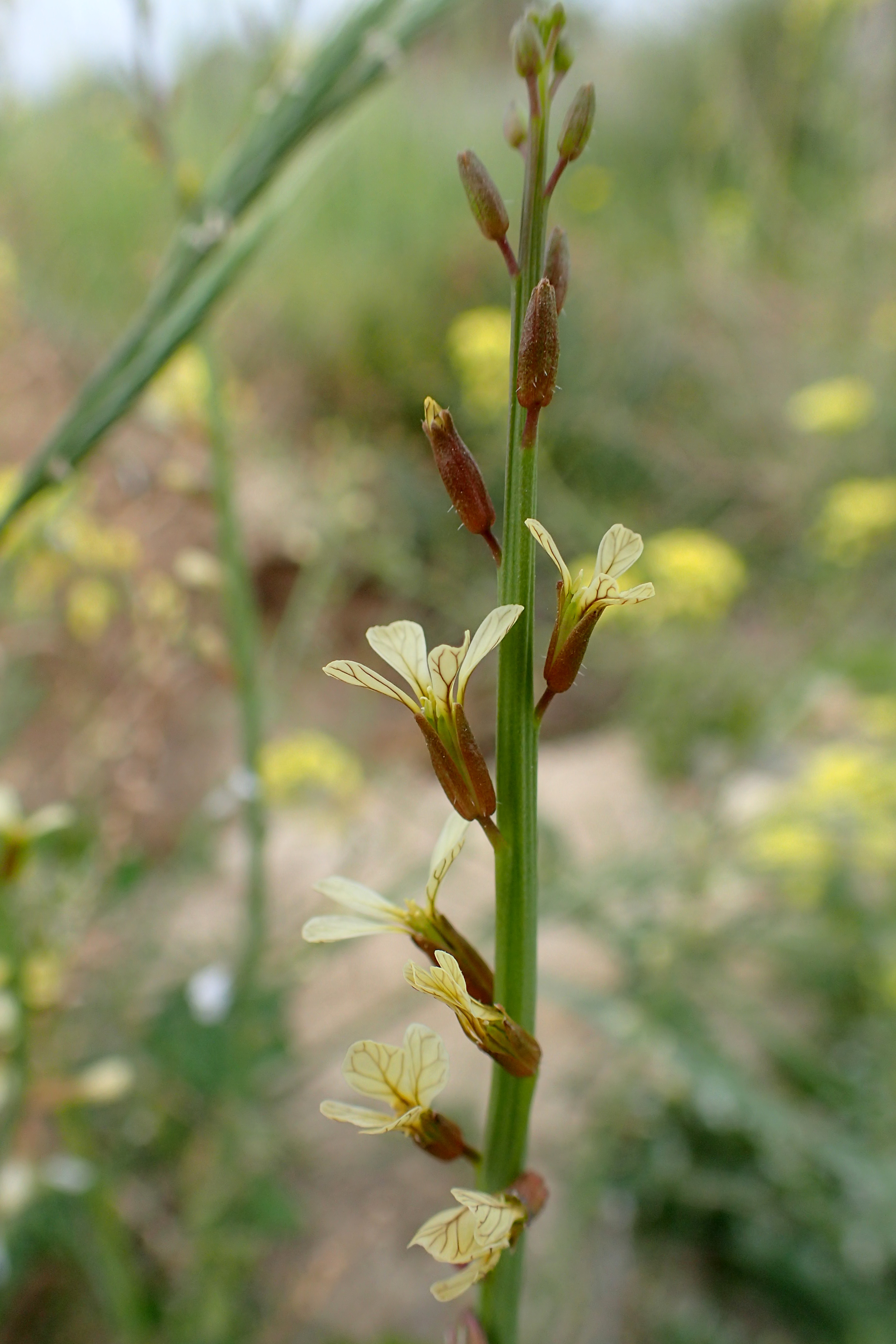
Blütenstand

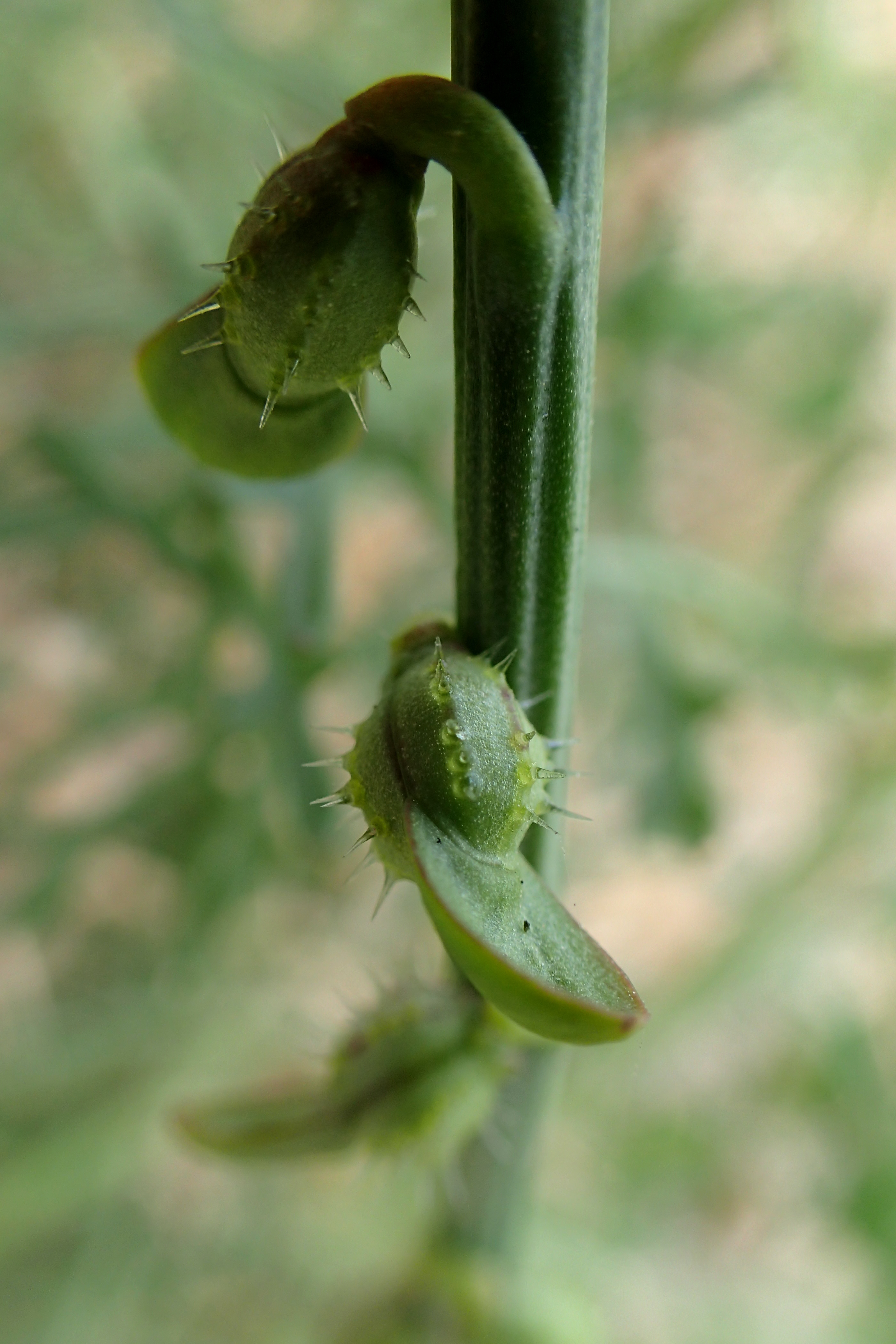
Schötchen

### Vegetative Merkmale
Die Einjährige Carrichtera ist eine einjährige krautige Pflanze, die Wuchshöhen von 10 bis 40 Zentimetern erreicht. Sie ist mehr oder weniger borstig behaart mit rippigen Stängeln und vom Grund an verzweigt.
Ihre fleischigen Laubblätter sind ein- bis zweifach fiederschnittig mit schmalen, stumpfen, meist ganzen Abschnitten.

### Generative Merkmale
Die Blütezeit liegt zwischen Januar und April. Im endständigen, traubigen Blütenstand sind 10 bis 20 Blüten locker angeordnet.
Die zwittrigen Blüten sind vierzählig. Der rötlich-grüne und aufrechte Kelch ist borstig. Die genagelten Kronblätter sind 6 bis 8 Millimeter lang und weißlich bis gelblich mit rötlichen Nerven. Die Staubfäden sind frei.
Die bis etwa 6 bis 7,5 Millimeter langen Schötchen sind zur Fruchtzeit abstehend oder zurückgebogen, sie sind zweigliedrig. Der untere, etwas kürzere, rippige, adrige Teil ist ellipsoid, borstig und enthält vier bis sechs Samen. Der obere, kahle und löffelförmige (Flügel, Schnabel) Teil ist steril und samenlos. Die rot-bräunlichen, leicht abgeflachten Samen sind bei einem Durchmesser von 1,1 bis 1,5 Millimeter etwa rundlich bis elliptisch und fast glatt.
Die Chromosomenzahl beträgt 2n = 16.

## Ökologie
Die Samen mit einer Myxotesta werden durch Regen ausgebreitet, der „Fruchtschnabel“ wirkt dabei als Hebel zum Öffnen der Frucht. Die Samen haften, kleben dann mit der Schleimschicht am Boden an (Klebsamen).

## Vorkommen
Carrichtera annua kommt ursprünglich in Spanien, auf den Balearen, in Italien, auf Sardinien, Sizilien, Griechenland, auf Kreta, Zypern, Marokko, Algerien, Tunesien, Libyen, Ägypten, auf der Sinai-Halbinsel, in Israel, Jordanien, Syrien, im Libanon, Irak, in Iran, Kuwait und Saudi-Arabien vor. In Kalifornien, in Australien und auf den Kanarischen Inseln ist Carrichtera annua ein Neophyt. Sie gedeiht meist auf trockenen Brachflächen.

## Taxonomie
Die Erstveröffentlichung erfolgte 1753 unter dem Namen (Basionym) Vella annua durch Carl von Linné in Species Plantarum, Seite 641. Die Neukombination zu Carrichtera annua (L.) DC. wurde 1821 durch Augustin-Pyrame de Candolle in Mémoires du Muséum d'Histoire Naturelle, Band 7, 1, Seite 250 veröffentlicht, indem er diese Art in die von ihm neu aufgestellte Gattung Carrichtera stellte. Synonyme für Carrichtera annua (L.) DC. sind: Carrichtera vellae DC., Carrichtera vellaea DC.
Der Gattungsname Carrichtera ehrt Bartholomäus Carrichter (von Rekingen) (1510–1567), einen Schweizer Arzt und Astrologen. Er hatte unter anderem ein Kräuterbuch verfasst mit dem Titel Horn des heyls menschlicher Blödigkeit. Oder Kreutterbuch darinn die Kraeuter dess Teutschenlands auß dem Liecht der Natur, nach rechter Art der Himmelischen Einfliessungen beschriben. Straßburg 1595.